# WOMAD

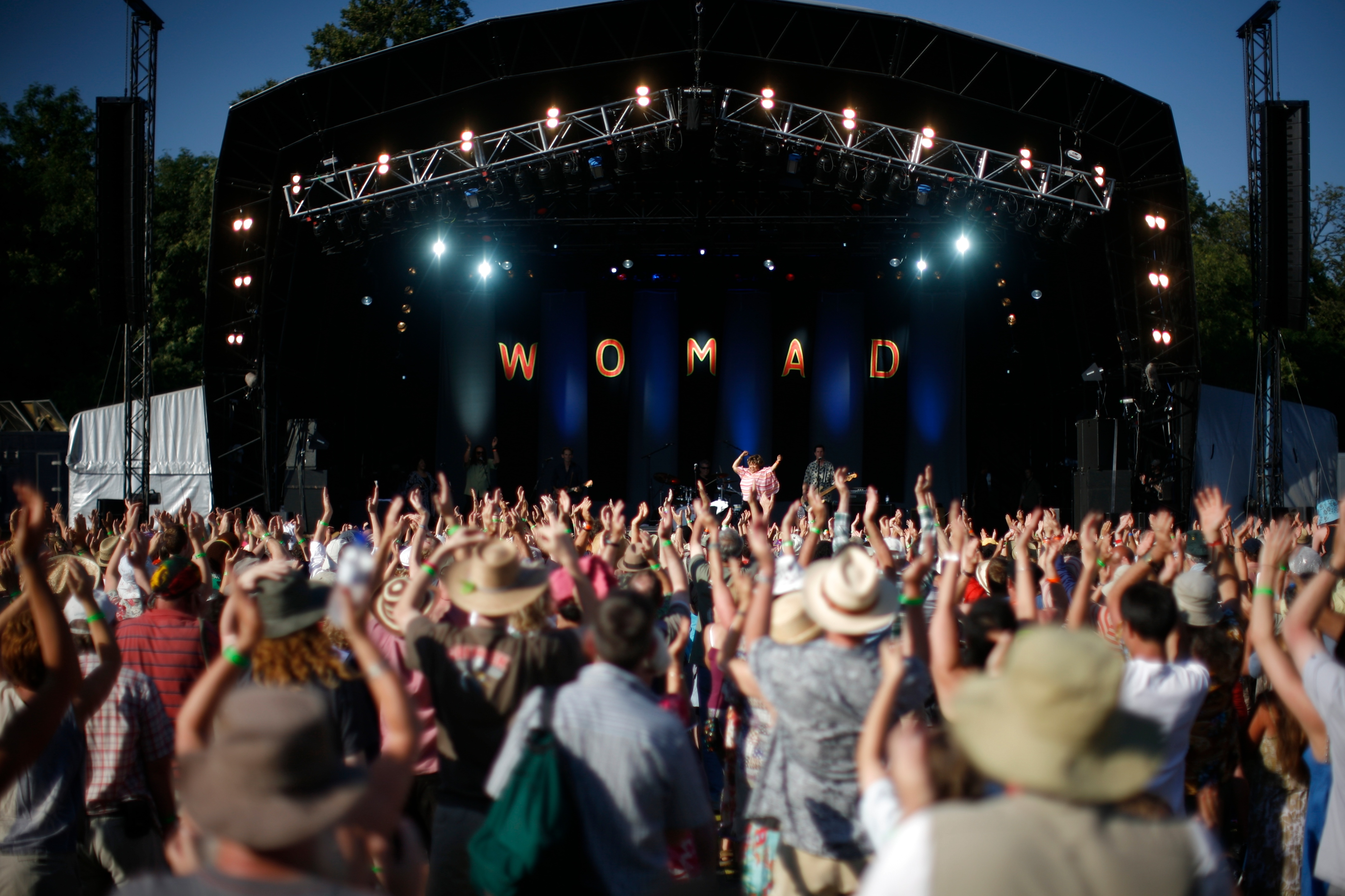
WOMAD, Wiltshire, 2008

WOMAD (World of Music, Arts and Dance) is een internationaal festival voor muziek, kunst en cultuur uit de hele wereld. Het vindt jaarlijks plaats in het Verenigd Koninkrijk.

## Geschiedenis
WOMAD werd in 1980 (mede) opgericht door de Engelse muzikant Peter Gabriel. Gabriel wilde hiermee een platform bieden aan niet-westerse artiesten die hij recent had ontdekt.
De eerste editie van het festival vond plaats in 1982 in het Verenigd Koninkrijk. Na deze editie kwam het bedrijf van Gabriel in financiële problemen door de hoge kosten van het festival in combinatie met tegenvallende bezoekersaantallen. Gabriel en zijn band Genesis gaven vervolgens een benefietconcert om geld in te zamelen. Dit leverde voldoende op om Gabriels bedrijf en het festival in leven te houden.
WOMAD werd een jaarlijks terugkerend festival (met soms onderbrekingen, zoals in 2020 en 2021 vanwege de coronapandemie). Naast het festival in het Verenigd Koninkrijk is er een (meestal jaarlijks) WOMADelaide festival in Adelaide, Australië. Ook zijn er festivaledities geweest in tientallen andere landen, waaronder Spanje, Chili, Nieuw-Zeeland, Canada, Japan, Griekenland en de Verenigde Arabische Emiraten.
Gabriel richtte naast het festival ook platenlabel Real World Records en opnamestudio Real World Studios op. Dit bood de mogelijkheid om muziek op te nemen en uit te brengen van artiesten die naar het Verenigd Koninkrijk kwamen voor het WOMAD-festival. In 2022 vierde WOMAD UK haar 40-jarig jubileum. In 2023 waren er 40.000 bezoekers.
The Guardian noemde WOMAD een ondergewaardeerd juweel in de Britse festivalscene en een schatkamer voor avontuurlijke muziekfans. Songlines noemde WOMAD een centrale pijler in de wereldmuziekgemeenschap.

## Optredende artiesten
Voorbeelden van artiesten die op WOMAD hebben opgetreden (met een pagina op de Nederlandstalige Wikipedia):
- Amparanoia
- Angélique Kidjo
- Anoushka Shankar
- Asian Dub Foundation
- Baaba Maal
- Bassekou Kouyate
- Bi Kidude
- Cara Dillon
- Carmen Souza
- Catrin Finch
- Cheikh Lô
- Concha Buika
- David Byrne
- Don Cherry
- Echo & the Bunnymen
- Emel Mathlouthi
- Fanfare Ciocărlia
- Fatoumata Diawara
- Femi Kuti
- Gilberto Gil
- Gotan Project
- Huun-Huur-Tu
- Jimmy Cliff
- Khaled
- King Ayisoba
- Lee "Scratch" Perry
- Lianne La Havas
- Liu Fang
- Ljiljana Buttler & Mostar Sevdah Reunion
- Manu Dibango
- Mariza
- Mayte Martin
- Nusrat Fateh Ali Khan
- Nynke Laverman
- Ojos de Brujo
- Oliver Mtukudzi
- Orchestra Baobab
- Osibisa
- Oumou Sangaré
- Papa Wemba
- Peter Gabriel
- Peter Hammill
- Puuluup
- Rachid Taha
- Richard Bona
- Rokia Traoré
- Selda Bağcan
- Sevara Nazarkhan
- Sharon Shannon
- Simple Minds
- Sinéad O'Connor
- Sona Jobarteh
- Souad Massi
- Susana Baca
- Teófilo Chantre
- The Beat
- The Chieftains
- The Flaming Lips
- The Mahotella Queens
- Tinariwen
- Totó la Momposina
- Toumani Diabaté
- Trilok Gurtu
- Youssou N'Dour